# Pastel de Vouzela
O Pastel de Vouzela é um doce de tipo conventual com suposta origem no Convento de Santa Clara (Porto).
Trata-se de um pastel de massa filo, muito fina e leve, com recheio de doce de ovos e polvilhado com açúcar em pó.

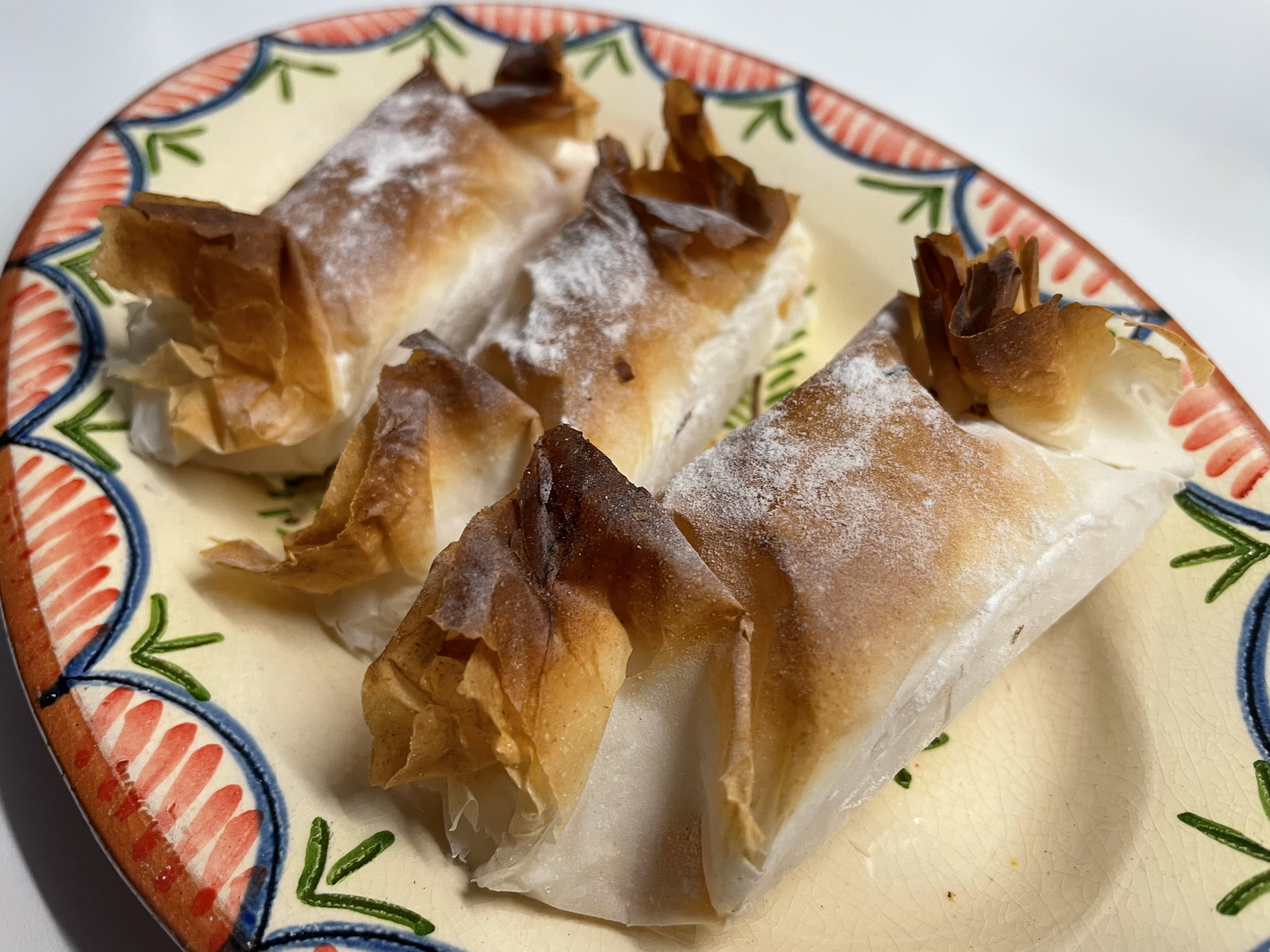
Pastéis de Vouzela

É o doce mais famoso da vila de Vouzela, tendo surgido no século XIX.
Foi um dos sete doces do distrito de Viseu selecionados para participar no concurso 7 Maravilhas Doces de Portugal e fez parte dos 140 doces nomeados para a eleição a nível nacional, tendo sido apresentado no programa transmitido pela RTP em 4 de Julho de 2019..